# Prowincja Xaignabouli
Xaignabouli (laot. ໄຊຍະບູລີ) – prowincja Laosu, znajduje się w północno-zachodniej części kraju. Graniczy z Tajlandią.
W roku 1904 prowincja została odstąpiona przez Tajlandię na rzecz kolonii francuskiej. W latach 1941–1947 prowincja wróciła do Tajlandii pod presją Japonii. Od roku 1947 ponownie jest częścią Laosu.

## Podział administracyjny
Prowincja Xaignabouli dzieli się na dziesięć dystryktów:
1. Botene
2. Hongsa
3. Kenethao
4. Khop
5. Ngeun
6. Parklai
7. Phiang
8. Thongmyxay
9. Xayabury
10. Xienghone.